# Pseudolasius mayri
Pseudolasius mayri é uma espécie de formiga do gênero Pseudolasius, pertencente à subfamília Formicinae.